# Football Club dieppois
 (janvier 2024).
Si vous disposez d'ouvrages ou d'articles de référence ou si vous connaissez des sites web de qualité traitant du thème abordé ici, merci de compléter l'article en donnant les références utiles à sa vérifiabilité et en les liant à la section « Notes et références ».
Maillots
Le FC Dieppe est un club français de football situé Dieppe. Le club est fondé en 1896.

## Histoire
Sous l'impulsion de jeunes étudiants emmenés par Paul Robert, le Football Club de Dieppe voit le jour le 18 novembre 1896. Utilisant tout d'abord le champ de courses, puis la plage, les joueurs dieppois se rabattent ensuite sur les pelouses de la ville, en particulier celle se trouvant devant l'hôtel Royal. La municipalité dieppoise voit d'un très mauvais œil ces nouvelles pratiques sportives et interdit de fait, en 1901, la pratique du football à Dieppe. Le FC Dieppe stoppe alors ses activités, mais les enfants dieppois continuent à pratiquer, malgré la vigilance des forces de l'ordre.
Le 4 septembre 1907, sous l'impulsion d'Hubert Noël et Achille Desjardins, le club renaît de ses cendres. Dès 1908, le FCD est admis à disputer le championnat de 1re série de Haute-Normandie. Les « Harengs » terminent seconds derrière le FC Rouen. La saison suivante, Dieppe enlève le titre en s'imposant deux fois face au FC Rouen. Pas moins de 3 000 spectateurs assistent à ces chocs. Le FCD affronte alors Le Havre AC en finale régionale. Un nul sans but est arraché à Sanvic. Lors de la réédition de cette finale, le HAC s'impose 4-0. En 1910, le FCD abandonne ses couleurs noires et blanches pour adopter un maillot vert à parement or et une culotte blanche.
Durant la Première Guerre mondiale, le FCD met ses activités au ralenti. La guerre achevée, on déplore la mort au champ d'honneur de bon nombre d'anciens joueurs du club. Citons l'inter Jean Muller, l'ailier gauche André Morel et le demi-centre Maurice Rambour. Troisième (sur sept) de la première édition d'après-guerre du championnat de Haute-Normandie, le FCD reste dans l'ombre des deux grands rivaux régionaux : Le Havre AC et le FC Rouen.
Jusqu'en 1932, le FC Dieppe. adopte épisodiquement les couleurs vert et or. En effet, dès le début des années 1920, les Dieppois arborent une chemise blanche et une culotte bleue.
En Coupe de France, les résultats sont encourageants. Le 8 janvier 1922, le FCD, devant plus de 2 500 spectateurs massés devant l'hôtel Royal, affronte le Red Star en 16e de finale. Les Parisiens, futurs vainqueurs, s'imposent 3-0. Le FCD a tout de même opposé une farouche résistance.
Le club atteint même la deuxième division lors des saisons 1937-1938 et 1938-1939 mais abandonne cette même année son statut professionnel et retourne aussitôt dans le championnat amateur. La saison 1938-1939 est sportivement catastrophique : après 42 matches, Dieppe compte 8 victoires, 7 nuls et 27 défaites. Dieppe déclare forfait pour les deux dernières rencontres, et le club ne sera pas classé. 
Après la Seconde Guerre mondiale, le club alterne les saisons entre la Division d'Honneur et le championnat de France amateurs (CFA) pendant plus de vingt ans. Après la disparition du CFA, Dieppe connaît une certaine stabilité en disputant dix saisons à l'échelon national (Division 3 ou Division 4) entre 1973 et 1985. Mais ce n'est qu'à partir de 1996 que les Dieppois s'installent durablement à l'échelon national. Depuis le titre de champion de DH en 1996, le club n'a ainsi jamais connu la relégation dans les divisions régionales.
En 2012, l'équipe se hisse en 32e de finale, opposant une très grande résistance au FC Nantes (score final 2-3).
Lors de la saison 2012-2013, ils font leur retour en CFA (D4) en s'imposant sur leurs pelouse face à Aubervilliers sur le score de 1-0. Le club redescend au printemps 2017.
Pour son retour au cinquième échelon du foot français, le FC Dieppe connaît une saison morose. Malgré une bonne entame de championnat, les Dieppois s'effondrent jusqu'à se retrouver aux portes d'une relégation en Régional 1. Le club sauve sa peau lors de l'ultime journée grâce à sa victoire au stade Jean Dasnias, contre Evreux (3-1).
Jean-Guy Wallemme quitte le club et c'est Guillaume Gonel qui reprend les rênes de l'équipe pour la saison 2018-2019.

## Palmarès et résultats

### Palmarès
| Compétitions amateurs |
| --- |
| - National 3 : - Champion du groupe E : 2025 - Championnat de France amateur 2 (D5) - Champion : 2013 - Championnat de Normandie de Division d'Honneur - Champion : 1952, 1956, 1961, 1973, 1987, 1991, 1996 |

### Bilan saison par saison
| Saison    | Division   | Class. | Pts | V  | N  | D  | BM | BE | Diff. | Coupe de France |
| --------- | ---------- | ------ | --- | -- | -- | -- | -- | -- | ----- | --------------- |
| 2023-2024 | National 3 | 8      | 34  | 10 | 4  | 12 | 33 | 36 | -3    | 1/32ème         |
| 2022-2023 | National 3 | 3      | 42  | 12 | 6  | 8  | 35 | 24 | +11   | 5e tour         |
| 2021-2022 | National 3 | 3      | 50  | 16 | 2  | 8  | 38 | 32 | +6    | 3e tour         |
| 2020-2021 | National 3 | 5      | 9   | 2  | 3  | 1  | 8  | 7  | +1    | 4e tour         |
| 2019-2020 | National 3 | 9      | 21  | 6  | 3  | 7  | 23 | 26 | -3    | 1/32ème         |
| 2018-2019 | National 3 | 6      | 37  | 11 | 4  | 11 | 35 | 36 | -1    | 6e tour         |
| 2017-2018 | National 3 | 12     | 28  | 7  | 7  | 12 | 38 | 46 | -8    | 5e tour         |
| 2016-2017 | CFA        | 15     | 28  | 6  | 10 | 14 | 21 | 47 | -26   | 4e tour         |
| 2015-2016 | CFA        | 11     | 67  | 9  | 10 | 11 | 31 | 24 | +7    | 5e tour         |
| 2014-2015 | CFA        | 5      | 71  | 11 | 8  | 11 | 33 | 28 | +5    | 5e tour         |
| 2013-2014 | CFA        | 12     | 64  | 10 | 6  | 12 | 30 | 32 | -2    | 5e tour         |
| 2012-2013 | CFA 2      | 1      | 91  | 20 | 5  | 1  | 67 | 18 | +49   | 1/32ème         |
| 2011-2012 | CFA 2      | 6      | 73  | 10 | 13 | 7  | 42 | 32 | +10   | 7e tour         |
| 2010-2011 | CFA 2      | 6      | 71  | 10 | 11 | 9  | 40 | 28 | +12   | 5e tour         |
| 2009-2010 | CFA 2      | 6      | 74  | 12 | 8  | 10 | 43 | 36 | +7    | 5e tour         |
| 2008-2009 | CFA 2      | 7      | 79  | 14 | 5  | 13 | 45 | 42 | +3    | 5e tour         |
| 2007-2008 | CFA 2      | 9      | 70  | 11 | 7  | 12 | 32 | 36 | -4    | 8e tour         |
| 2006-2007 | CFA        | 17     | 62  | 6  | 10 | 18 | 27 | 50 | -23   | -               |
| 2005-2006 | CFA        | 11     | 75  | 10 | 11 | 13 | 28 | 41 | -13   | -               |
| 2004-2005 | CFA        | 7      | 84  | 13 | 11 | 10 | 49 | 42 | +7    | 7e tour         |
| 2003-2004 | CFA        | 3      | 90  | 14 | 14 | 6  | 56 | 41 | +15   | -               |
| 2002-2003 | CFA        | 6      | 85  | 14 | 9  | 11 | 54 | 47 | +7    | 8e tour         |
| 2001-2002 | CFA        | 6      | 83  | 14 | 7  | 13 | 43 | 42 | +1    | 7e tour         |
| 2000-2001 | CFA        | 12     | 77  | 10 | 13 | 11 | 47 | 57 | -10   | 1/32ème         |

## Personnalités

### Présidents
| Nom              | Période                   |
| ---------------- | ------------------------- |
| Paul Miermont    | 1980-1983                 |
| Jean Duboc       | 1983-1988                 |
| Christian Hardy  | 1988-octobre 1993         |
| Pierre Blondel   | octobre 1993-juillet 1997 |
| Marc Véron       | 1997-juillet 2008         |
| Daniel Roquigny  | juillet 2008-juin 2011    |
| Jean-Luc Colin   | juin 2011-mai 2013        |
| Patrick Coquelet | mai 2013-                 |

### Entraîneurs
Parmi les entraîneurs qu'a compté le FC dieppois se trouvent :
| Nom               | Période                             |
| ----------------- | ----------------------------------- |
| Rémy Fourmond     | Années 1940                         |
| Victor Gomez      | 1959-1960                           |
| Paul Lévin        | 1966-1968                           |
| Christian Dacquet | 1975-1976                           |
| André Auzoux      | 1995-juin 2005, juin 2014-juin 2015 |
| Franck Deloménie  | 2005-2007                           |
| Bruno Mignot      | 2007                                |
| Jacky Colinet     | 2007-juin 2012                      |
| Sébastien Cuvier  | juin 2012-nov. 2013                 |
| Nicolas Dubois    | nov. 2013-juin 2014                 |
| David Giguel      | juin 2015-mars 2017                 |
| Jean-Guy Wallemme | mars 2017-mai 2018                  |
| Guillaume Gonel   | mai 2018-mai 2024                   |
| Djilalli Bekkar   | mai 2024-                           |

## Infrastructures

### Stade
De 1927 à 2006, le FCD évolue au stade Maurice-Thoumyre. Le record d'affluence pour un match du FC Dieppe est de 7 000 spectateurs lors d'un match contre le Red Star, le 8 janvier 1956.
Depuis septembre 2006, il joue au stade des Vertus qui prend ensuite, en 2012, le nom de Jean Dasnias en hommage à l'ancien maire d'Offranville et bâtisseur de la communauté d'agglomération de Dieppe dont il a été le premier président jusqu'en 2008.
Le FC Dieppe bat son record d'affluence au stade Jean-Dasnias lors du match des 32es de finale de la Coupe de France, face à Nantes (L1) en 2013 avec 4 776 spectateurs.